# Somen

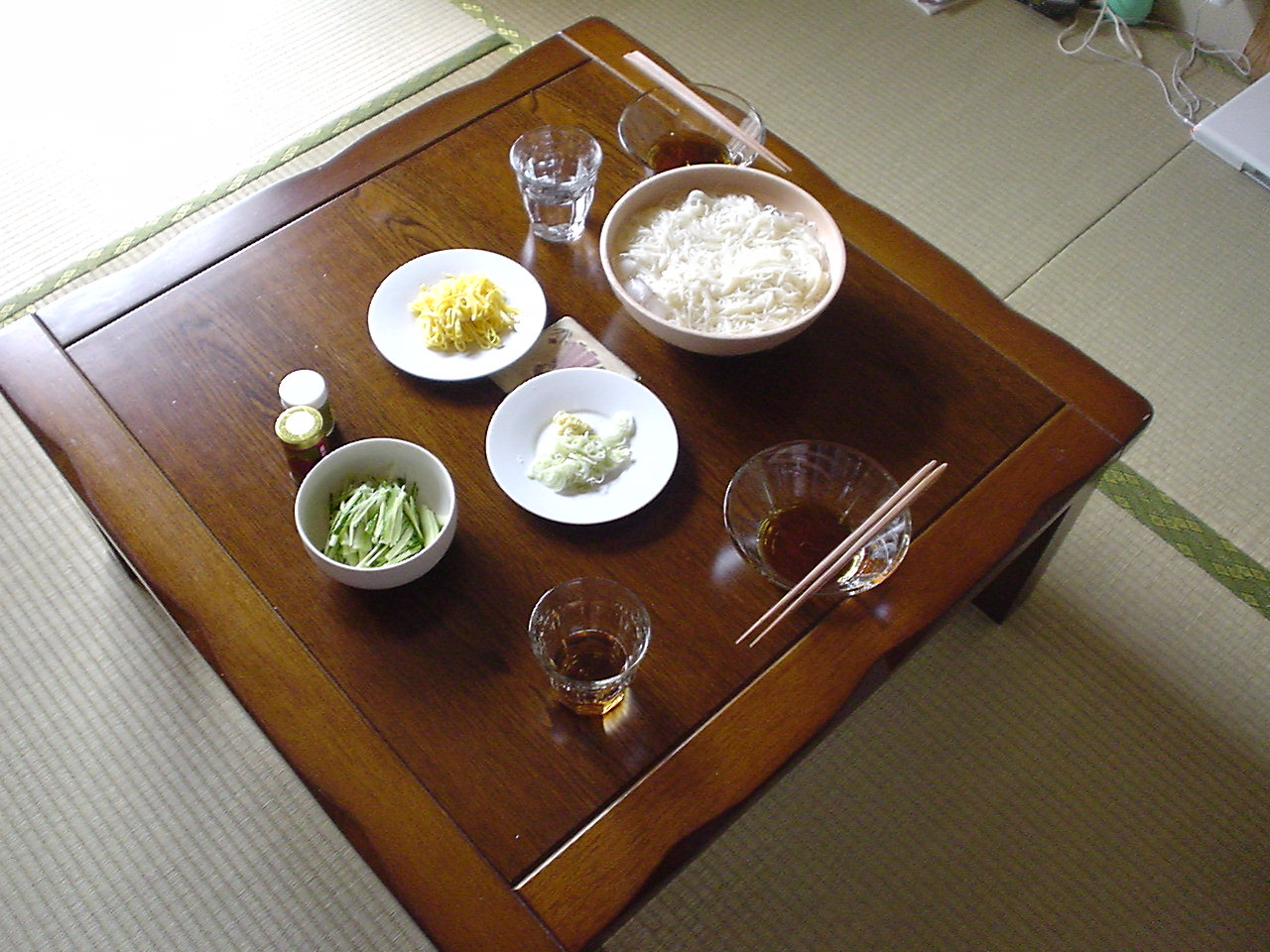
Đĩa Sōmen đặt bên phải trên bàn ăn

Sōmen (素麺 (tố miến)) là một loại mì của Nhật Bản. Đây là một loại mì có truyền thống lâu đời, và được cho là có nguồn gốc từ Trung Quốc, du nhập vào Nhật khoảng 1200 năm trước. Việc sản xuất loại mì này được xem là một nghệ thuật ở Nhật Bản. Thị trấn Sakurai của Nhật có một nhà máy sản xuất mì Somen trong suốt 290 năm qua. Sōmen dùng trong nước lèo nóng gọi là "nyumen" và thường ăn vào mùa đông như mỳ soba hay udon.

## Đặc điểm
Loại mì này nhỏ sợi rất mảnh (đường kính không quá 1,3 mm) làm bằng bột mì và nước muối. Loại mì này thường dùng ăn lạnh. Đường kính nhỏ chính là đặc điểm phân biệt các loại mì của Nhật Bản cho dù hiyamugi và udon cũng làm bằng bột mì nhưng sợi to hơn. Cách làm somen cũng như các loại mì khác là bằng cách kéo giãn bột. Mỗi lần kéo thì mì càng nhỏ sợi. Đối với somen cần phải hơn 30 đợt trong 36 giờ đồng hồ. Sau đó, mì còn phải giữ trong kho 1 đến 2 năm để chín và ngấu, sau đó mới được mang ra ăn.
Sōmen thường dùng lạnh vì được chan với nước đá kèm theo chút rau xanh, các loại củ quả hay các loại thịt khác nhau và chấm với một loại nước chấm nhạt gọi là tsuyu. Tsuyu thường là một loại nước chấm làm từ katsuobushi (một loại cá ngừ khô) có thể được pha thêm hương vị hành ta, gừng hoặc myoga. Vào mùa hè, mỳ Somen ướp lạnh được xem là một món ăn giúp "giải nhiệt cuộc sống". Ngoài ra, món mỳ Somen còn được trình bày và thưởng thức một cách cầu kì với rất nhiều các hương vị khác nhau tuỳ thuộc vào khẩu vị thực khách.

## Nagashi-sōmen

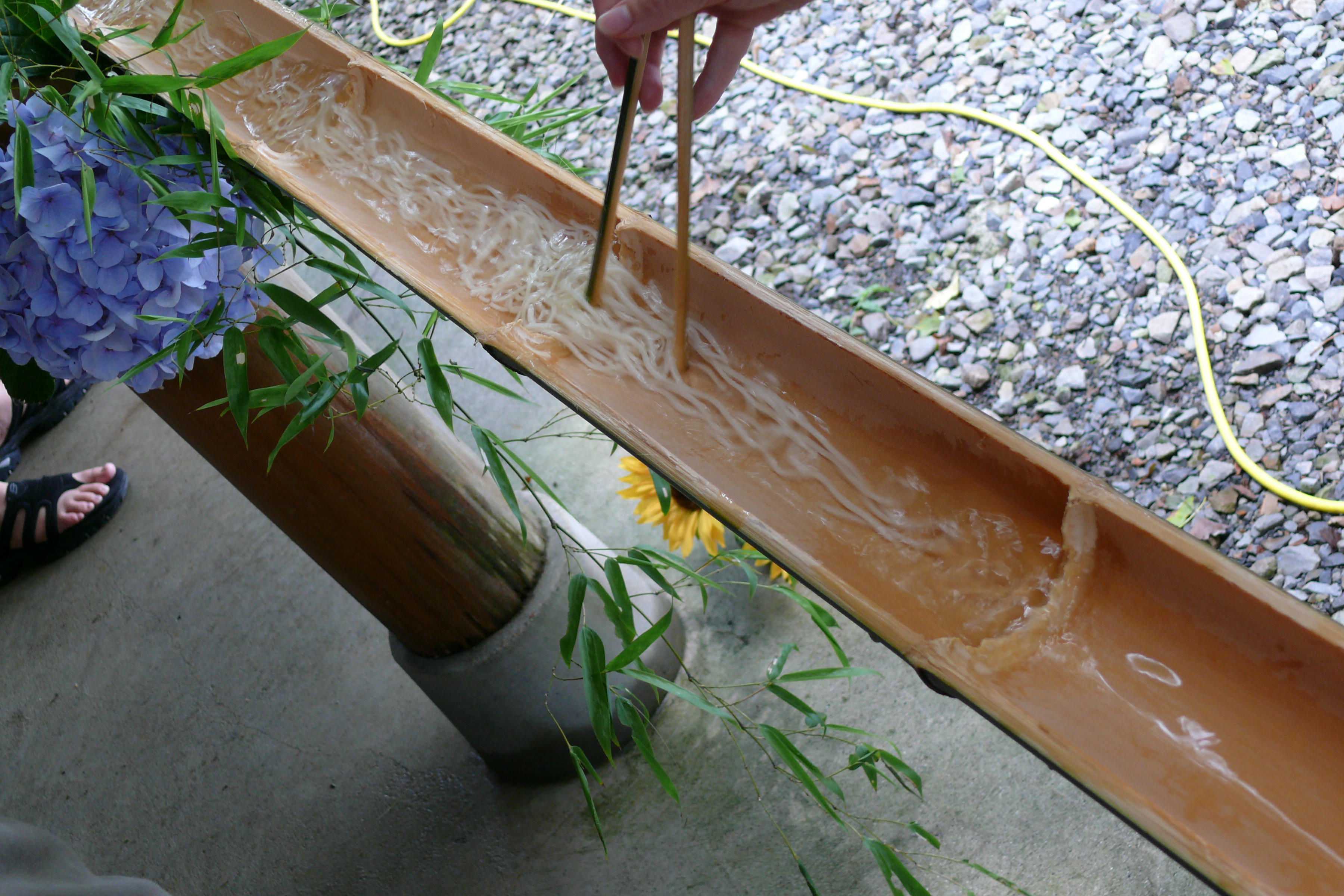
Nagashi-sōmen/ Soumen nước chảy

Hẻm núi Tōsenkyō tại Nhật nổi tiếng nhờ món nagashi-sōmen hay sōmen-nagashi (tạm dịch: soumen nước chảy), được coi là hoạt động hấp dẫn mùa hè về ẩm thực ngoài trời. Cách ăn Soumen nước chảy truyền thống là đặt một máng nước tre dài chạy khắp nhà hàng dẫn nước sạch và lạnh. Đầu bếp thả trôi mỳ Soumen theo dòng nước chảy.
Thực khách phải nhanh tay dùng đũa gắp mỳ ra nhúng vào tsuyu rồi ăn. việc này có thể khó và đòi sự nhanh tay và khéo léo của thực khách. Mì chảy qua hết máng mà chưa bị gắp thì thường bỏ luôn nên thực khách thường phải ăn dưới áp lực, phải gắp nhanh ăn nhanh để không bỏ phí. Vài nhà hàng xa xỉ phục vụ soumen nước chảy với những dòng suối thật nằm trong các khu vườn đẹp. Mặt khác, các mô hình soumen nước chảy thu nhỏ được sản xuất để thưởng thức tại nhà.

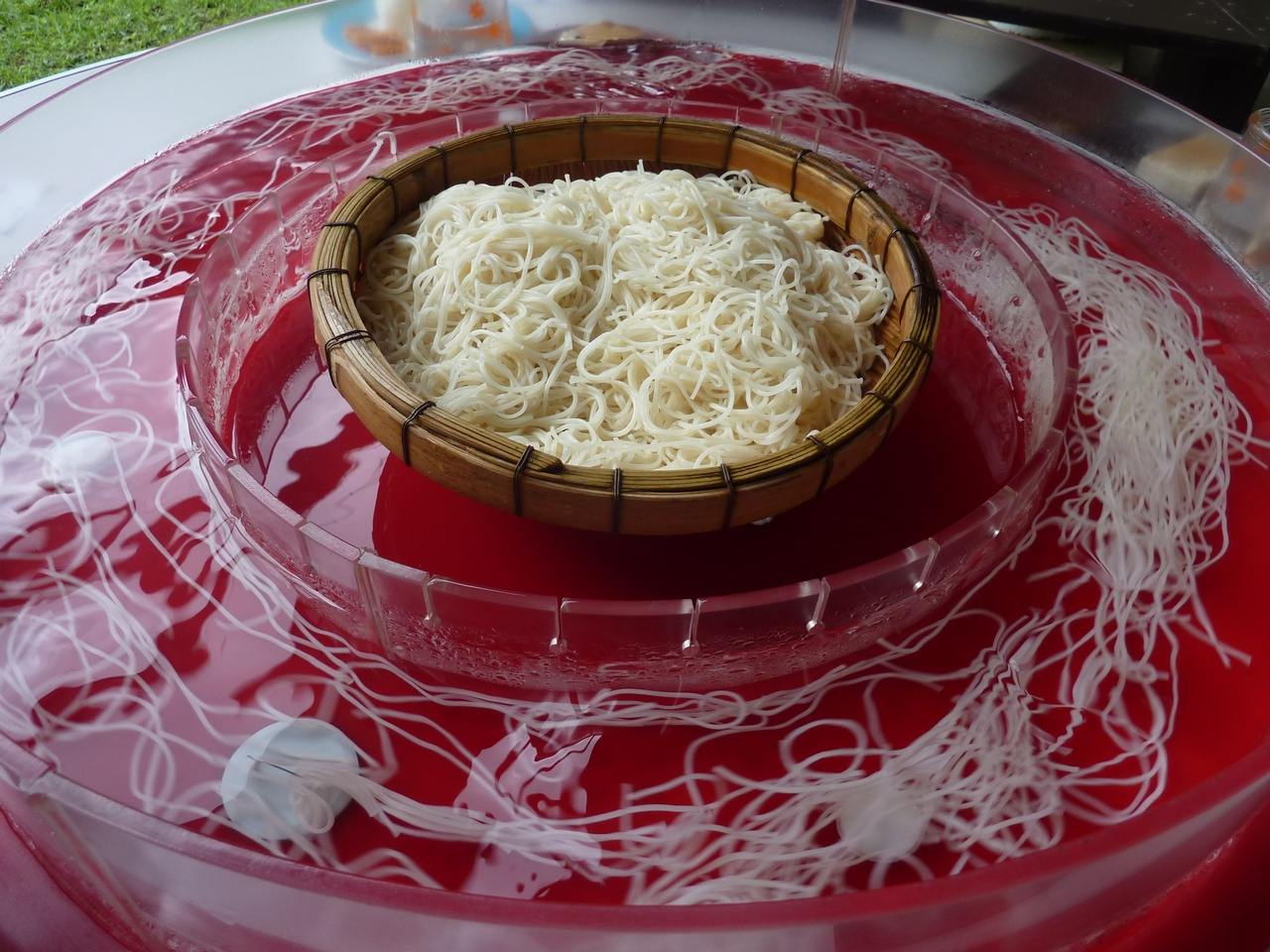
Máy soumen nước chảy mini dùng tại nhà

## Hình ảnh

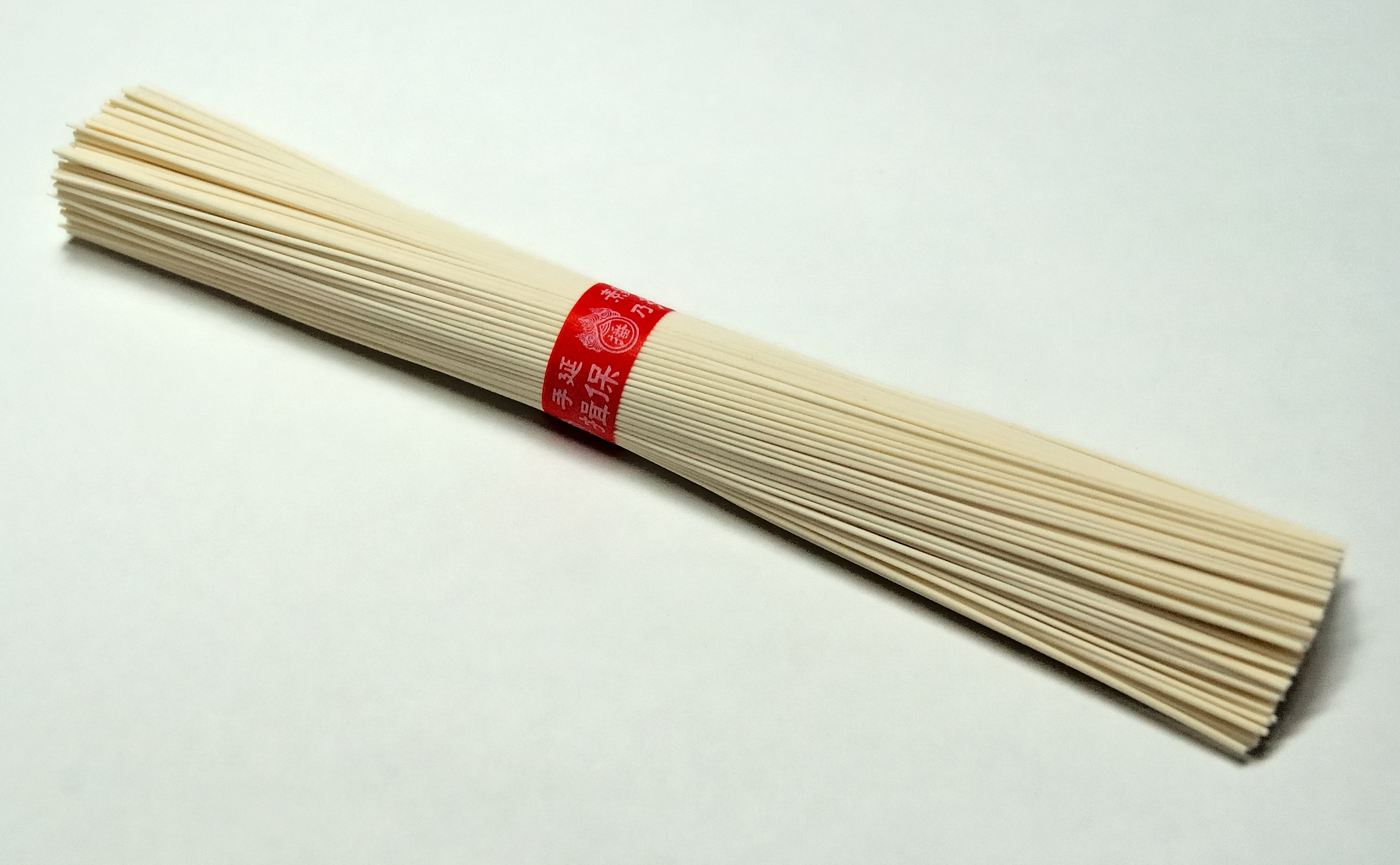
Mì Soumen
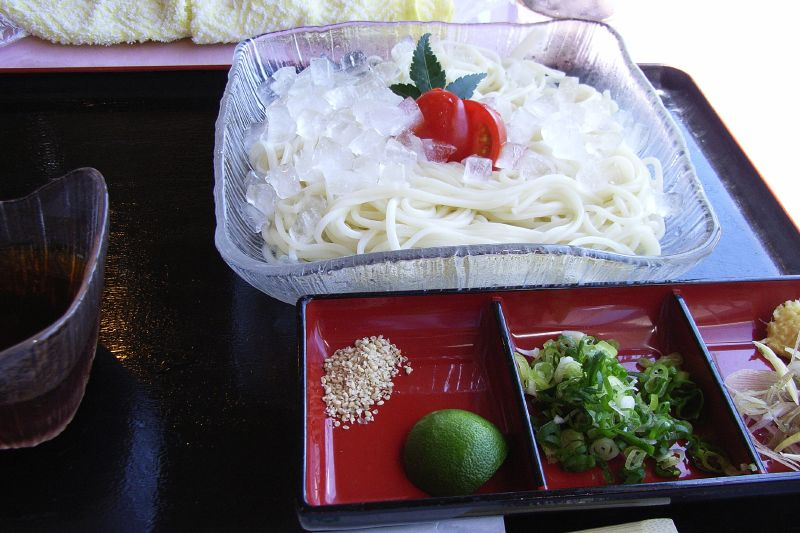
Somen lạnh và đồ gia vị
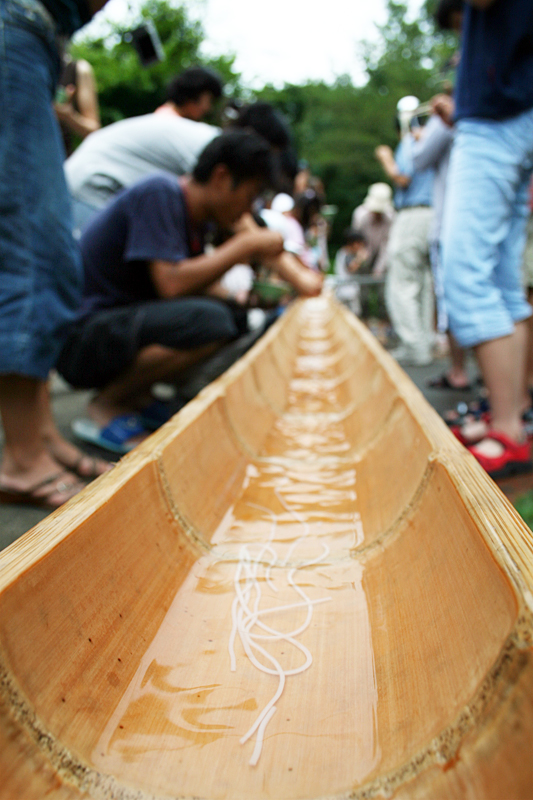
Somen nước chảy
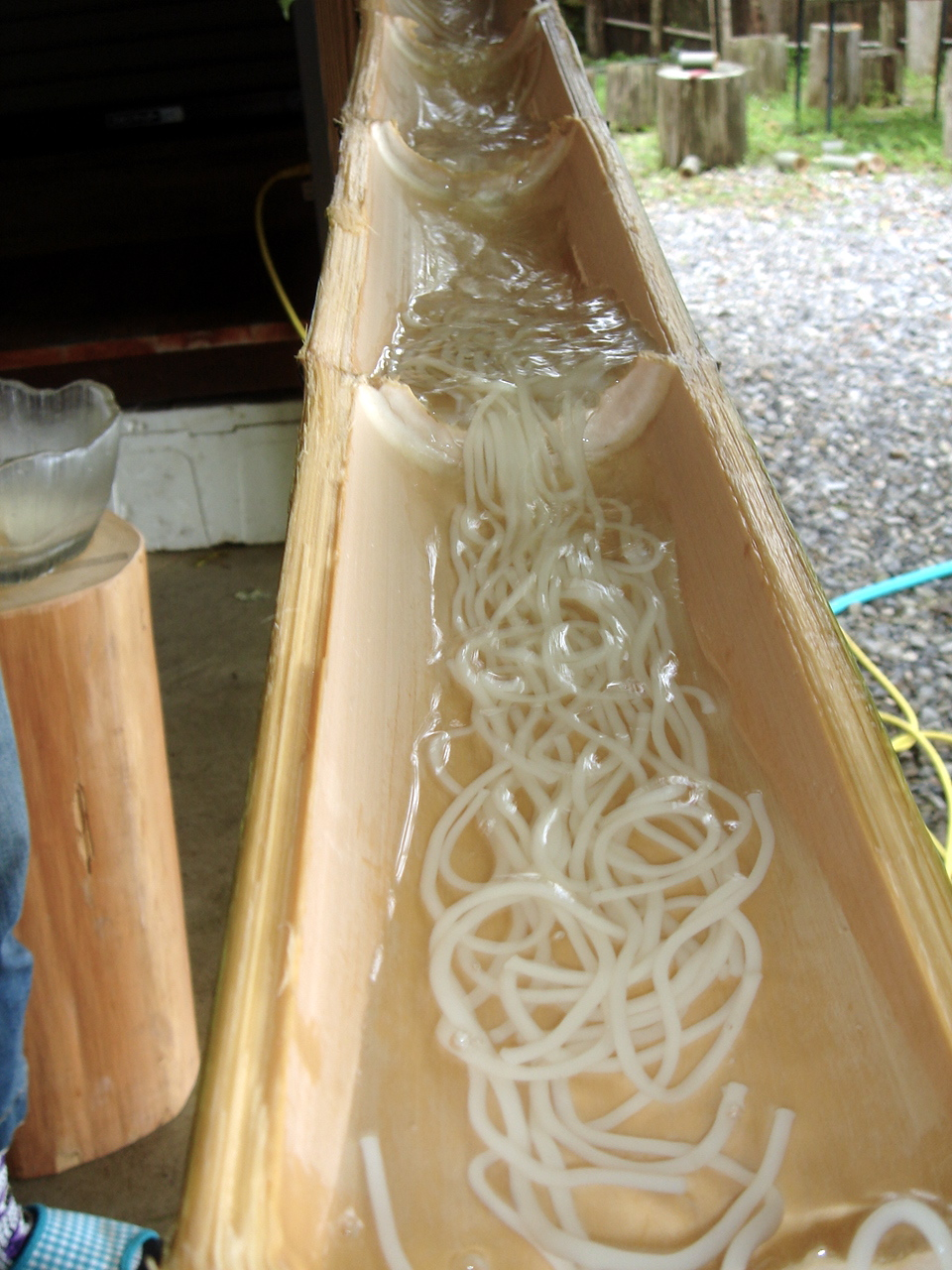
Mì đang trôi
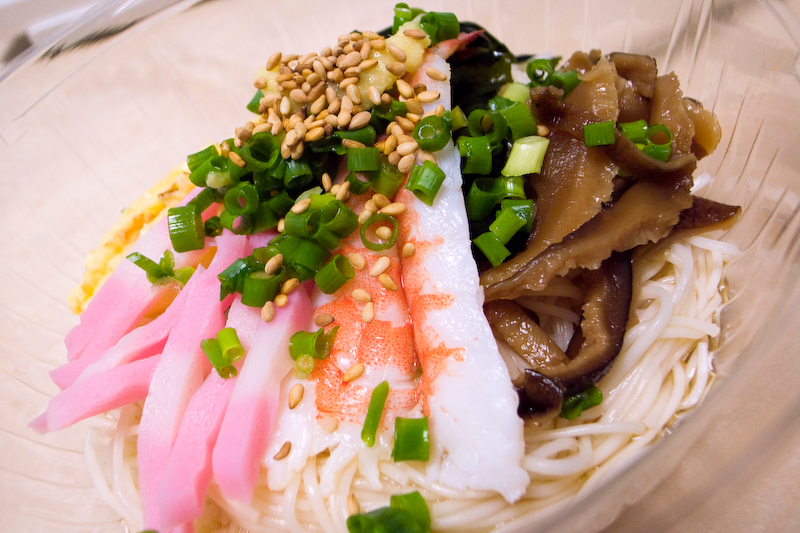
Chirashi soumen
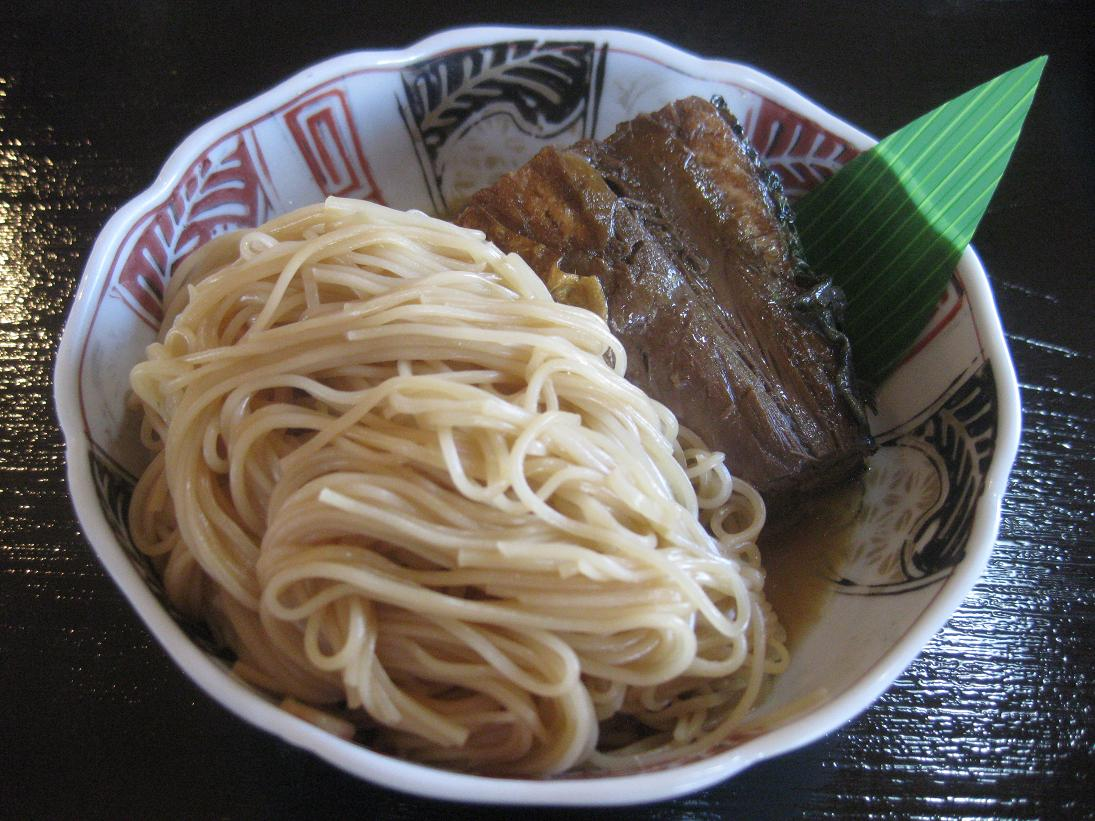
Soumen cá thu nướng
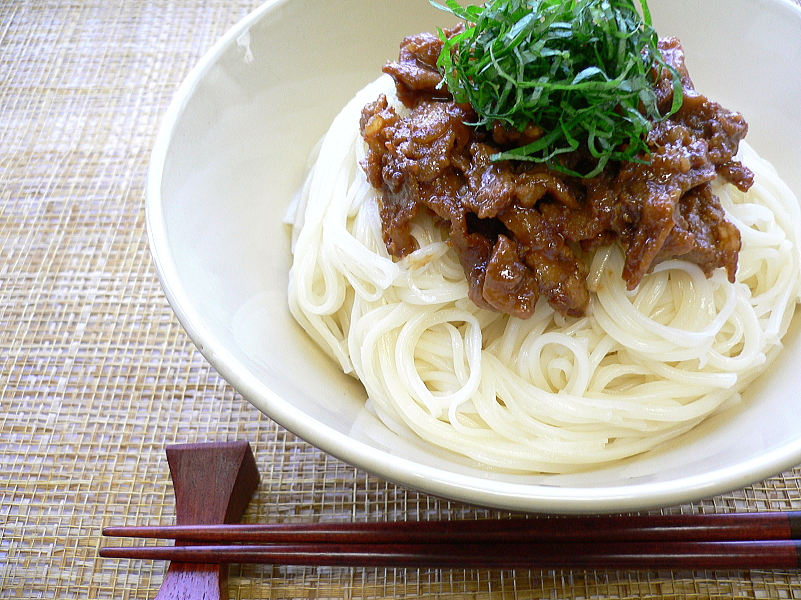
Somen Miso và thịt